# Pkgutils
pkgutils es un conjunto de utilidades (pkgadd, pkg-rm, pkg-info, pkg-inst, rejmerge and pkgmk), que se usan para gestionar paquetes software en Linux (instalar, borrar, obtener información y construir paquetes software).Está desarrollado en lenguaje orientado a objetos C++, para ser usado por distribuciones CRUX. Este conjunto de programas está autorizado por la licencia pública general GNU y necesita libtar (biblioteca C, para manipulación de archivos tar) para su uso. Está relacionado con programas como  Depot, install-log, Epkg, Reflect.

## pkg-inst
Es una herramienta que instala paquetes independientes del sistema de gestión de paquetes. Su soporte es posible por los siguientes sistemas de gestión de paquetes: AIX lpp, IRIX inst, HP-UX depot, RPM, Solaris pkgadd, and Tru64 UNIX setld. Funciona leyendo información contenida en una base de datos XML sobre un paquete y sus dependencias para abstraer del usuario los detalles necesarios para instalar los paquetes. Opciones tales como --ignoredeps y --reinstall proporciona acceso a opciones requeridas por el gestor de paquetes para conseguir el mismo resultado final en todos los sistemas de gestión de paquetes. Si un paquete instalado tiene dependencias, pkg-inst automáticamente instalara las dependencias e intentara instalar el paquete una vez las dependencias han sido instaladas.

## pkg-info
Proporciona la siguiente información sobre los paquetes: lista de paquetes instalados, paquetes provenientes de un almacén, información de paquetes, y que paquetes tienen enlaces en común asociados con ellos.

## pkg-config
Instala y elimina los enlaces de la memoria común, informa, y crea directorios man después de la instalación del paquete.

## pkg-rm
Elimina paquetes instalados con la herramienta pkg-inst, a pesar de que el sistema de gestión de paquetes este siendo usado.
- Datos: Q6077148